# کریستیان مولر

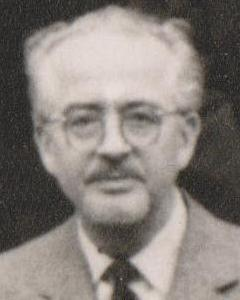

 کریستیان مولر (انگلیسی: Christian Møller؛ زاده ۲۲ دسامبر ۱۹۰۴ درگذشته ۱۴ ژانویهٔ ۱۹۸۰) فیزیک‌دان و شیمی‌دان اهل دانمارک بود. 